# Gojava
Gojava (cyr. Гојава) – wieś w Bośni i Hercegowinie, w Republice Serbskiej, w gminie Rudo. W 2013 roku liczyła 213 mieszkańców.